# 低出生体重儿
低出生体重儿（LBW）定义为出生体重小于2500克（5.5磅）的新生儿。

## 原因
低出生体重通常由早产（通常定义为出生时胎龄小于37周）或/和小于胎龄（即产前生长速率放缓）或者由这两种原因综合造成的。

一般情况下，导致低出生体重风险的母体因素包括：母亲年龄太小，多胎妊娠，既往低出生体重儿生育史，营养不良，心脏疾病或高血压，吸毒，酗酒和产前护理不足。环境因素包括吸烟，铅暴露，以及其他的空气污染。 

### 早产
已有相当多的证据表明，四种不同的途径可导致早产：内分泌变化，子宫过度膨胀，子宫蜕膜出血，宫腔炎症/感染。许多因素已被证实与早产有关，但是，是否存在因果关系依然有待证实。

### 小于胎龄儿
小于胎龄儿]可能是原发性的，也就是说，没有潜在的病理因素，也可能是继发于宫内生长受限，而宫内生长受限也可能继发于其它危险因素。例如，婴儿先天畸形或染色体异常往往与低出生体重相关。胎盘问题会阻碍母体为胎儿提供足够的氧气和营养物质。孕期感染会影响胎儿，如风疹，巨细胞病毒，弓形体病，梅毒，可能会影响婴儿的体重。

### 环境因素
孕妇吸烟将导致不良的围产期结局，如低出生体重。孕期吸烟的母亲可能生出低出生体重儿的概率增加2倍。而已有研究证明孕期被动吸烟，也称为环境烟草暴露（ETS），低出生体重儿的风险也有增加。 研究表明，孕妇血铅水平升高，即便远低于10微克/分升水平，也可导致流产、早产和低出生体重儿。美国疾病预防和控制中心认为血铅含量10微克/分升为“关注水平”，这一截点在未来需要更多的关注及干预措施。 

发展中国家中，固体燃料燃烧所产生的产物会导致很多的健康问题。研究表明，由于发展中国家的孕妇长期暴露于严重的空气污染中，导致其低出生体重的风险率高达21%。

孕妇暴露于CO（一氧化碳）与低出生体重也具有相关性。有报道称，周围环境CO含量的增加对出生体重的影响相当于孕妇在孕期每天吸一包烟的影响。研究表明东欧和北美排放的燃烧废气所引起的空气污染对于暴露其中的孕妇具有不良的影响（如低出生体重）。汞被认为是一种会损伤胎儿生长发育和健康的有毒重金属。相关证据表明，孕期暴露于汞（比如通过摄食大型油性鱼类）与低出生体重的高风险相关。

此外，有研究表明，低出生体重与孕期暴露于飞机噪音有关，飞机噪音会影响胎儿生长，导致低出生体重和早产儿。

## 影响
低出生体重与围产期死亡率和发病率密切相关，抑制婴儿生长和认知发展，并导致未来某些慢性病的发生。就群体而言，低出生体重儿的比例可以反映出多层面的公共卫生和健康问题（包括孕妇长期营养不良，亚健康，繁重的工作和孕期贫乏的健康保健）：就个人而言，低出生体重是新生儿健康和存活率的重要预测指标，与婴幼儿的高死亡率风险密切相关。 

在发展中国家中，低出生体重儿占总婴儿死亡占60%-80%。由低出生体重导致的婴儿死亡率往往源于其他的并发症，如早产，孕产妇营养不足，孕期保健缺乏，孕期疾病，以及不洁的家居生活环境。 